# Haljala församling
Haljala församling (estniska: Haljala kogudus) är en församling som tillhör Viru kontrakt inom den Estniska evangelisk-lutherska kyrkan. Församlingen omfattar större delen av Haljala kommun i landskapet Lääne-Virumaa.

## Större orter
- Haljala (småköping)
- Võsu (småköping)